# Federació Somali de Futbol
La Federació Somali de Futbol (SFF) (somali: Xiriirka Soomaaliyeed ee Kubadda Cagta; àrab: الاتحاد الصومالي لكرة القدم, al-Ittiḥād aṣ-Ṣūmālī li-Kurat al-Qadam, ‘Unió Somali de Futbol') és la institució que regeix el futbol a Somàlia. Agrupa tots els clubs de futbol del país i es fa càrrec de l'organització de la Lliga somali de futbol i la Copa. També és titular de la Selecció de futbol de Somàlia absoluta i les de les altres categories.
Va ser formada el 1951.
- Afiliació a la FIFA: 1962
- Afiliació a la CAF: 1968
- Afiliació a la UAFA: 1974